# Araripe
Araripe è un comune del Brasile nello Stato del Ceará, parte della mesoregione del Sul Cearense e della microregione di Chapada do Araripe.
I dintorni di Araripe sono noti per la presenza dell'importante Lagerstätte Formazione Santana, un giacimento di fossili che permette la conservazione eccezionale anche dei tessuti molli degli organismi.